# Sân bay Musoma
Sân bay Musoma (IATA: MUZ, ICAO: HTMU) là một sân bay ở Musoma, Tanzania.

## Hãng hàng không và điểm đến
| Hãng hàng không | Các điểm đến  |
| --------------- | ------------- |
| Auric Air       | Mwanza        |
| Precision Air   | Dar es Salaam |